# Дарша
Дарша — упраздненное село в Кайтагском районе Дагестана (Россия). На момент упразднения входило в состав Ахмедкентского сельсовета. В 1968 году уничтожено пожаром, население переселено в село Маджалис. Официально исключено из учётных данных в 1973 году.

## География
Село располагалось на левом склоне долины реки Дживус (приток реки Уллучай), в 1,5 км к юго-западу от села Ахмедкент.

## История
До вхождения Дагестана в состав Российской империи селение Дарша входило в состав общества Маджалис-Катта Кайтагского уцмийства. После присоединения уцмийства к Российской империи числилорсь в Маджпалиском сельское общество Уркарахского наибства Кайтаго-Табасаранского округа Дагестанской области. В 1895 году селение состояло из 26 хозяйств. По данным на 1926 год село состояло из 53 хозяйств. В административном отношении входило в состав Маджалиского сельсовета Кайтагского района. Являлось отделением колхоза имени Ленина. В 1968 году село было уничтожено пожаром. В результате было принято решение населённый пункт не восстанавливать, а жителей переселить в село Маджалис. Официально исключено из учётных данных указом ПВС ДАССР от 23.04.1973 г.

## Население
| Год       | 1895 | 1908 | 1926 | 1939 | 1970 |
| --------- | ---- | ---- | ---- | ---- | ---- |
| Население | 110  | 132  | 209  | 188  | 10   |

По данным Всесоюзной переписи населения 1926 года, в национальной структуре населения даргинцы составляли 100 %